# Augustin Grieninger
Augustin Grieninger (1638 Margreith v Jižním Tyrolsku – 1692 Steindorf v Horním Bavorsku) byl německý hudební skladatel, básník a duchovní. Teologii a hudbu vystudoval v Olomouci, pak odešel do Bavorska, kde roku 1663 vstoupil do augustiniánského kláštera v Rottenbuchu u Schongau. Roku 1665 byl vysvěcen na kněze, a pak dlouhá léta působil jako duchovní a úspěšný kazatel v Oberammergau, Oberiglingu a Steindorfu.
Z jeho skladeb vyšly tiskem sbírky Suspiria Mariana seu Cantiones sacrae (Augsburg, 1672) a Cantiones sacrae, Una, duabus, tribus vocibus, cum & sine instrumentis (Augsburg, 1681). Po roce 1680 začal také tvořit duchovní poezii v němčině. Psal i latinsky, například sbírka kázání Refugium parochorum vyšla roku 1688.